# Улица Вайдавас (Рига)
Улица Ва́йдавас (латыш. Vaidavas iela) — улица в Видземском предместье города Риги, в районе Пурвциемс. Начинается от перекрёстка с улицей Унияс и заканчивается у перекрёстка с улицей Дзелзавас. На обывательском уровне к улице Вайдавас часто причисляется небольшой (около 60 м) фрагмент улицы Унияс — до перекрёстка с улицей Иерикю.
Общая длина улицы составляет 551 метр. Пересечений с другими улицами, кроме вышеназванных, не имеет. До 22 мая 2021 года движение по улице было одностороннее (3 полосы), в направлении от улицы Дзелзавас. В связи со строительством первой очереди Восточной магистрали движение по улице двухстороннее: 2-3 полосы в сторону улицы Иерикю, и одна полоса в обратную сторону (проезд по которой разрешен только общественному транспорту и велосипедистам). В июле 2021 года на улице также появилась велополоса с четной стороны улицы. На всём протяжении по улице курсирует несколько маршрутов троллейбусов, автобусов и микроавтобусов (2 остановки).
Впервые упоминается в 1935 году под своим нынешним названием, которое никогда не изменялось. Оно происходит от топонима Вайдава в Видземе, недалеко от Валмиеры (одноимённые река, озеро и село).
Современная застройка улицы Вайдавас сложилась во второй половине 1960-х годов и представлена преимущественно пятиэтажными жилыми зданиями (чётная сторона — кирпичные, нечётная — панельные).